# Stephan Volke
Stephan „Steve“ Volke (* 1961 in Bergneustadt) ist ein deutscher Buchhändler, Verlagsleiter, Direktor des christlichen Kinderhilfswerks Compassion, Journalist und Buchautor.

## Leben und Wirken
Stephan Volke verbrachte Kindheit und Jugend in Bergneustadt-Wiedenest, wo sein Vater als Hausvater, Seelsorger und Verwalter der Bibelschule Wiedenest tätig war. Das Lesen der Die Chroniken von Narnia von C.S. Lewis erweckte in ihm den Berufswunsch eines Buchhändlers. Diese Ausbildung begann er nach dem Wirtschaftsabitur bei der Alpha Buchhandlung in Gießen. Als Musikbegeisterter las er viele Musikzeitschriften und gründete schließlich das Musikmagazin „iXX“, nachdem er sich 1985 als freier Journalist selbstständig machte und schrieb für die Zeitschrift „Neues Leben“ des Brendow-Verlags. Er arbeitete als Redaktions- und Verlagsleiter in der Verlagsgruppe scm und war für die Verlage R. Brockhaus, Oncken und ERF-Verlag in Wuppertal zuständig. Als Pressesprecher für die Evangelisations-Events ProChrist, JesusHouse und Christival geht er seinem Missionseifer nach. Dabei lautet sein Motto „Provozieren, aber nicht manipulieren“. 2002 legte er die Geschäftsführung nieder, gründete 2003 die Publizistik-Agentur „Steve Volke Communications“ in Kamp-Lintfort und arbeitete als freier Journalist und Medienberater. 2002 gründete er den Verein „Gott.net e.V.“ mit Sitz in Dülmen zusammen mit der evangelischen Pfarrerin Monika Deitenbeck-Goseberg und dem katholischen Dechant Johannes Broxtermann und gehört seither zu dessen Vorstand. 2003 folgte gemeinsam mit dem Journalisten Dieter Kohl die Gründung das Internet-Portals www.gott.net. Die Organisation macht mit Großflächenplakaten an Autobahnen und Slogans wie „Wir müssen miteinander reden - Gott“ oder „Ich habe Zeit für dich - Gott“ aufmerksam. Der Verein ist 2004 beim deutschen Plakat-Grand Prix des deutschen Fachverbands Aussenwerbung in der Sparte „Kultur“ mit Silber ausgezeichnet worden. Die Medienarbeit des Vereins wurde 2020 an Stiftung Marburger Medien übertragen, die diese fortführt.
Volke erhielt 2006 die Anfrage des christlichen Kinderhilfswerkes „Compassion International“, den geplanten Zweig „Compassion Deutschland“ zu leiten. Der Gedanke „Beim Lobpreis gehen die Hände nach oben. Aber wo sind die Hände zum Nächsten?“ bewog ihn, die Stelle als geschäftsführender Direktor anzunehmen und durch sein Engagement bedürftigen Kindern Licht und Hoffnung zu bringen.
Volke ist Referent der Christlichen Medienakademie und beim Spring-Festival. Er ist Buchautor über 30 Bücher und war Ghostwriter für die brasilianischen Fußball-Stars Jorginho und Zé Roberto. Als Verleger arbeitete er mit Autoren wie Adrian Plass, Philip Yancey und Sandra Felton. Er ist verheiratet mit Anke, hat vier Töchter und lebt in Marburg.

## Veröffentlichungen
- Background: Musiker-Leben. Brunnen Verlag (Gießen) 1988, ISBN 3-7655-3354-8.
- Live: Musikerleben. Brunnen-Verlag, Gießen 1989, ISBN 3-7655-3399-8.
- Bis zum letzten Tropfen: Alkohol – Menschenschicksale aus Serrahn. Brendow Verlag, Moers 1992, ISBN 978-3-87067-480-9.
- Jorginho – Steilpass: ehrliche Bekenntnisse. Brendow Verlag, Moers 1995, ISBN 978-3-87067-563-9.
- ProFit fürs Leben. Brendow Verlag, Moers 1995, ISBN 978-3-87067-586-8.
- Jetzt geht’s los! Noch einmal neu beginnen. Brendow Verlag, Moers 1999, ISBN 978-3-87067-801-2.
- weil er uns nie fallen lässt! 2 × 12 gute Gründe, Gott zu vertrauen. Brendow Verlag, Moers 2002, ISBN 3-87067-949-2.
- Unglaublich – Zweifeln und Staunen. Brendow Verlag, Moers 2002, ISBN 978-3-87067-960-6.
- Zé Roberto – Traumpass ins Leben. Mit Gott auf der Außenbahn. Brendow Verlag, Moers 2006, ISBN 978-3-86506-116-4.
- Das Glück ist wie ein Schmetterling. Sieben Geheimnisse glücklicher Menschen. Brunnen Verlag, Gießen 2004, ISBN 978-3-7655-1879-9.
- Was uns trägt – Ein Trostbuch. Johannis, Lahr 2004, ISBN 978-3-501-06234-0; Media Kern, Wesel 2018, ISBN 978-3-8429-3560-0.
- Ja klar: ich will Freunde haben. Johannis-Verlag, Lahr 2005, ISBN 978-3-501-05263-1.
- Wie ein Fest vom Himmel. Ein Weihnachtsbuch. Johannis-Verlag, Lahr 2005, ISBN 978-3-501-05705-6.
- Hier ist Leben! Zur Erinnerung an den biblischen Unterricht. Johannis-Verlag, Lahr 2005, ISBN 978-3-501-05713-1.
- Ja klar: Ich will als Christ leben. Johannis-Verlag, Lahr 2006, ISBN 978-3-501-05267-9.
- So weit der Himmel reicht. Gute Wünsche. Johannis-Verlag, Lahr 2006, ISBN 978-3-501-05714-8.
- Mehr vom Leben: Das Wesentliche neu entdecken. Johannis-Verlag, Lahr 2007, ISBN 978-3-501-05117-7.
- Manchmal schickt Gott seinen Engel. Johannis-Verlag, Lahr 2007, ISBN 978-3-501-05706-3.
- Was uns trägt: Ein Trostbuch. Johannis-Verlag, Lahr 2007, ISBN 978-3-501-06234-0.
- Der Himmel freut sich und wir auch! Zur Geburt. Johannis-Verlag, Lahr 2008, ISBN 978-3-501-05718-6.
- Viel Leben wünsch ich dir. Zur Konfirmation. Johannis-Verlag, Lahr 2008, ISBN 978-3-501-52046-8.
- Cool, jetzt kann’s losgehen! Zur Konfirmation (Mädchen). Johannis-Verlag, Lahr 2010, ISBN 978-3-501-52087-1.
- Cool, jetzt kann’s losgehen! Zur Konfirmation (Jungen). Johannis-Verlag, Lahr 2010, ISBN 978-3-501-52088-8.
- Freude. Zur Konfirmation. Johannis-Verlag, Lahr 2010, ISBN 978-3-501-52119-9.
- Bei dir zu Hause sein. Geborgenheit erfahren. SCM Collection, Witten 2012, ISBN 978-3-7893-9537-6.
- Der Sehendmacher: Wie Jesus mein Herz und meinen Weltblick veränderte. Gerth Medien, Aßlar 2016, ISBN 978-3-95734-149-5.
- Was uns trägt. Ein Trostbuch. mediaKern, Wesel 2018, ISBN 978-3-8429-3560-0.
- Entdecke das Glück – es will bei dir wohnen. mediaKern, Wesel 2020, ISBN 978-3-8429-1635-7.
- Die Kraft der Versöhnung. Ruanda: die unglaubliche Geschichte von Vital Nsengiyumva. Brunnen Verlag, Gießen 2022, ISBN 978-3-7655-3655-7.
- Die Hoffnung klopft an die Hintertür. Ermutigende Lebensgeschichten aus aller Welt. Brunnen Verlag, Gießen 2024, ISBN 978-3-7655-3602-1.

als Mitautor
- mit Anke Volke: Der Tag unseres Lebens – Ein Hochzeitsalbum. Johannis-Verlag, Lahr 2007, ISBN 978-3-501-01547-6.
- mit Tobias Faix: Weltblick – Was Christen über Armut denken… Die Compassion-Studie. Neufeld Verlag, Schwarzenfeld 2010, ISBN 978-3-937896-93-9.

als Mitherausgeber
- mit Joachim Stängle: Unterwegs zu den Menschen: Bewegende Geschichten von der „kleinsten Kirche der Welt“. SCM Hänssler, Holzgerlingen 2006, ISBN 978-3-7751-4496-4.
- mit Tobias Faix, Dietmar Roller, Rolf Zwick und Micha-Initiative Deutschland (Hrsg.): Hoffnung für alle. Die Gerechtigkeitsbibel. Die komplette Bibel mit mehr als 3000 hervorgehobenen Versen zu Armut und Gerechtigkeit. Brunnen Verlag, Gießen 2013, ISBN 978-3-7655-6185-6.
- im Trio mit Helmut Jost und Ruthild Wilson: The Cry of the Poor (Gospel Unplugged; CD). Gofor Records, Wilnsdorf 2018, EAN 4029856487106.